# Nilo de Constantinopla
Nilo de Constantinopla, dito Querameu (em grego: Νείλος Κεραμεύς; romaniz.: Kerameus), foi o patriarca grego ortodoxo de Constantinopla entre 1379 e 1388.

## Vida e obras
Nilo Kerameus foi eleito patriarca em 1379 depois da deposição de seu antecessor, Macário. Ele teve que servir de mediador no conflito entre João V Paleólogo e seu filho rebelde Andrônico IV Paleólogo num contexto dramático: os turcos otomanos terminaram a conquista total da Anatólia (exceto o Ponto) e iniciaram a conquista dos Balcãs, reduzindo o Império Bizantino à região de Constantinopla e redondezas, Tessalônica e Calcídica, Tessália, um punhado de ilhas no Egeu e o Despotado de Moreia.
Ele é conhecido por suas posições anti-romanas e a favor das teses de Gregório Palamas na controvérsia hesicasta. Entre 1380 e 1382, Nilo reconheceu o direito do imperador bizantino João V de interferir em assuntos eclesiásticos, principalmente da escolha do patriarca. Esta decisão foi posteriormente ratificada por um sínodo patriarcal.
Nilo faleceu em 1 de fevereiro de 1388 e foi sucedido por Antônio IV de Constantinopla.